# Кравцовка (Гомельская область)
Кравцовка (бел. Краўцо́ўка) — деревня в Терюхском сельсовете Гомельского района Гомельской области Республики Беларусь.

## География

### Расположение
В 8 км от остановочного пункта Кравцовка (на линии Гомель — Чернигов), 35 км к югу от Гомеля. Пролегает дорога Н-4105.

### Гидрография
Река Немыльня (приток реки Сож). Озеро Кравцовское.

## Транспортная сеть
Транспортные связи по просёлочной, затем автомобильной дороге Старые Яриловичи — Гомель. Планировка состоит из прямолинейной улицы, ориентированной с юго-запада на северо-восток, к которой с севера присоединяется прямолинейная короткая улица. Застройка двусторонняя, деревянная, усадебного типа.

## История
По письменным источникам известна с XVIII века как деревня в Речицком повете Минского воеводства Великого княжества Литовского, владение Чарторыйских.
После 1-го раздела Речи Посполитой (1772 год) в составе Российской империи. С 1776 года владение фельдмаршала графа П.А. Румянцева-Задунайского, с 1834 года — фельдмаршала князя И.Ф. Паскевича. В 1816 году в составе Климовской экономии Гомельского поместья. В 1864 году открыто народное училище. В 1886 году хлебозапасный магазин, водяная мельница. В 1893 году построена деревянная Троицкая церковь. Согласно переписи 1897 года располагались: церковь, церковно-приходская школа, хлебозапасный магазин, трактир. В 1909 году 2084 десятин земли, в Марковичской волости Гомельского уезда Могилёвской губернии.
В 1926 году работали отделение потребительской кооперации, почтовый пункт, начальная школа. Неподалёку располагался посёлок Новая Кравцовка. С 8 декабря 1926 года по 16 июля 1954 года центр Портновского сельсовета Носовичского, с 4 августа 1927 года Тереховского районов Гомельского округа (до 26 июля 1930 года), с 20 февраля 1938 года Гомельской области. В 1929 году организован колхоз «4-й Решающий», работали водяная мельница и кузница. В сентябре 1943 года немецкие оккупанты сожгли 300 дворов и убили 4 жителя. Освобождена 28 сентября 1943 года. 127 жителей погибли на фронте. Центр совхоза «Сож». Расположены фельдшерско-акушерский пункт, магазин.

## Население

### Численность
- 2004 год — 132 хозяйства, 278 жителей

### Динамика
- 1773 год — 36 дворов, 234 жителя
- 1811 год — 53 двора, 234 жителя
- 1834 год — 74 двора, 458 жителей
- 1886 год — 118 дворов, 648 жителей
- 1897 год — 174 двора, 1026 жителей (согласно переписи)
- 1909 год — 185 дворов, 1142 жителя
- 1926 год — 247 дворов, 1228 жителей, в посёлке Новая Кравцовка, 13 дворов, 65 жителей
- 1940 год — 303 двор
- 1959 год — 810 жителей (согласно переписи)
- 2004 год — 132 хозяйства, 278 жителей

## Достопримечательность
- Храм Святого Духа